# محمد الخليفة
محمد خليفة مفرج الخليفة (ولد 1948) عميد طيار متقاعد في القوة الجوية الكويتية وعضو في مجلس الأمة عن الدائرة الانتخابية الرابعة وعضو سابق في كتلة العمل الشعبي.

## انتخابات مجلس الامة
| الانتخابات    | الدائرة الانتخابية  | المركز            | عدد الأصوات | النتيجة |
| ------------- | ------------------- | ----------------- | ----------- | ------- |
| انتخابات 1996 | الدائرة التاسعة عشر | المركز الثالث     | 792 صوت     | خسر     |
| انتخابات 1999 | الدائرة التاسعة عشر | المركز الأول      | 1,154 صوت   | فاز     |
| انتخابات 2003 | الدائرة التاسعة عشر | المركز الأول      | 1,536 صوت   | فاز     |
| انتخابات 2006 | الدائرة التاسعة عشر | المركز الأول      | 4,733 صوت   | فاز     |
| انتخابات 2008 | الدائرة الرابعة     | المركز الثاني عشر | 7,354 صوت   | خسر     |
| انتخابات 2009 | الدائرة الرابعة     | المركز الحادي عشر | 10,702 صوت  | خسر     |
| انتخابات 2012 | الدائرة الرابعة     | المركز السادس     | 10,898 صوت  | فاز     |

## إقرا أيضآ
- أحمد السعدون.
- مسلم البراك.
- خالد الطاحوس.
- مرزوق الحبيني.
- وليد الجري.
- أحمد الشريعان.
- مشعان العازمي.
- علي الدقباسي.
- خالد شخير.
- حسن جوهر.